# ماریو مایونی
ماریو مایونی (انگلیسی: Mario Majoni؛ ۲۷ مهٔ ۱۹۱۰ – ۱۶ اوت ۱۹۸۵) بازیکن واترپلو اهل ایتالیا بود.